# Maria Cecília de Souza Minayo
Maria Cecília de Souza Minayo (Itabira, 22 de março de 1938) é uma socióloga brasileira. Pesquisadora emérita da Fundação Oswaldo Cruz (Fiocruz), destacou-se na pesquisa sobre violência a partir da utilização de métodos qualitativos em saúde. Na Escola Nacional de Saúde Pública (ENSP), fundou o Centro Latino-Americano de Estudos de Violência e Saúde Jorge Careli (CLAVES), no ano de 1988.

## Biografia
Licenciada em Sociologia pela Universidade Federal do Rio de Janeiro (1977) e pelo Queens College da Universidade da Cidade de Nova Iorque (1979), realizou mestrado em Antropologia Social no Museu Nacional e doutorado em Saúde Pública na Escola Nacional de Saúde Pública (ENSP) da Fundação Oswaldo Cruz (Fiocruz), instituição em que ingressou em 27 de novembro de 1989, tendo orientado dezenas de teses e dissertações. Na ENSP/Fiocruz, em 1988, fundou o Centro Latino-Americano de Estudos de Violência e Saúde Jorge Careli (CLAVES), que foi convertido em departamento no ano de 2015, contribuindo com o conhecimento científico produzido sobre a temática no país. Recebeu o título de pesquisadora emérita da Fiocruz, em 2019.
Entre 1993 e 1997, presidiu a Associação Brasileira de Saúde Coletiva (Abrasco) e, desde 1996, é editora-chefe e fundadora da Revista Ciência & Saúde Coletiva.
Em 2008, recebeu o título Doctor Honoris Causa pela Universidad Nacional de Cajamarca e, em 2018, de Benemérita pela Assembleia Legislativa do Estado do Rio de Janeiro (Alerj) pela coordenação da pesquisa "Missão prevenir e proteger: condições de vida, trabalho e saúde dos policiais militares do Rio de Janeiro".
Em 2023, recebeu o prêmio internacional da Academia Mundial de Ciências (TWAS Awards 2022 – 2024) na categoria Cientista Social como reconhecimento da sua contribuição aos estudos sobre a violência e os seus impactos na saúde, e também pela aplicação de abordagens qualitativas em Saúde Pública.

## Obras
- Livros e coletâneas
  - Os homens de ferro: estudo sobre os trabalhadores da indústria extrativa de minério de ferro da Companhia Vale do Rio Doce em Itabira, Minas Gerais (1986)
  - O desafio do conhecimento: pesquisa qualitativa em saúde (1992)
  - Pesquisa social: teoria, método e criatividade (1994)
  - Avaliação por triangulação de métodos: abordagem de programas sociais (2005)
  - Violência e saúde (2006)
  - Caminhos do pensamento: epistemologia e método (2008)
  - Violência sob o olhar da saúde: infrapolítica da contemporaneidade brasileira (2003)